# نوروود (میزوری)
نوروود (به انگلیسی: Norwood) یک شهر در ایالات متحده آمریکا است که در شهرستان رایت، میزوری واقع شده‌است. نوروود ۴٫۱۴ کیلومتر مربع مساحت و ۶۶۵ نفر جمعیت دارد و ۴۵۴ متر بالاتر از سطح دریا قرار دارد.